# Jorge Guillermo Leguía
Jorge Guillermo Leguía Iturregui (Lima, 16 de mayo de 1898 - ibídem, 28 de enero de 1934) fue un historiador peruano.

## Biografía
Sus padres fueron Germán Leguía y Martínez (historiador y político) y Francisca Iturregui. Por línea paterna descendía de los Leguía de Lambayeque, siendo su pariente más notable el presidente Augusto B. Leguía (tío suyo); y por línea materna, descendía de Juan Manuel Iturregui, prócer lambayecano de la Independencia.
Ingresó a la Universidad Mayor de San Marcos, donde se doctoró en Letras. Colaboró esporádicamente en el diario El Tiempo (1917-1920) y en el Mercurio Peruano (1918-1930).
Durante la lucha estudiantil por la Reforma Universitaria de 1919, fue presidente del "comité de huelga" de su Facultad. Formó parte del Conversatorio Universitario, junto con Raúl Porras Barrenechea, Luis Alberto Sánchez y Manuel G. Abastos, que organizaron un ciclo de conferencias sobre el periodo de la Emancipación. Integró también el grupo de estudiantes que catalogó los "papeles varios" de la Biblioteca Nacional del Perú. 
Tras el golpe de Estado perpetrado por Augusto B Leguía  el 4 de julio de 1919, se convirtió en secretario privado de dicho mandatario. Su padre, por su parte, fue investido como Presidente del Consejo de Ministros y Ministro de Gobierno, desatando una severa política represiva contra los opositores al régimen. A través de las páginas del diario La Prensa (que el gobierno había arrebatado a sus legítimos propietarios), Jorge Guillermo realizó una sistemática divulgación de estudios y documentos, bajo el título de "Domingos Históricos" (1921-1923). 
Cuando se produjo la ruptura entre el presidente Leguía y su padre, y la subsiguiente prisión y destierro de éste, Jorge Guillermo acompañó a su progenitor en su ostracismo en Panamá. Allí ejerció el periodismo y la enseñanza (1923-1927). Cuando a su padre, gravemente enfermo, se le permitió volver a Lima, lo siguió, acompañándole hasta el último instante de su vida.
Nuevamente establecido en Lima, fue jefe del archivo de la Universidad de San Marcos (1928) y Director del Museo Bolivariano (1928-1932), donde editó un apreciable Boletín. Tras la caída del presidente Leguía, fue nombrado Secretario General  de la Universidad de San Marcos (1930-1932) y catedrático de Historia de América de la misma casa de estudios (1931-1934). Además, dirigió la Biblioteca de la República, colección de libros sobre temas peruanos (1928-1931).
Falleció prematuramente, a comienzos de 1934. Luis Alberto Sánchez lo describió como “cordial, sencillo, generoso y erudito”.  Por su parte, Jorge Basadre lo definió como “un erudito nato, un amigo perfecto, un alma bondadosísima.”

## Obras
Su obra es básicamente histórica, condensada en unos pocos libros que publicó en vida, así como en muchísimos artículos de diarios y revistas, y en varios folletos. Destacó en los ensayos biográficos.
- Lima en el siglo XVIII (1919)
- El precursor (1922), ensayo biográfico en torno a Toribio Rodríguez de Mendoza, rector del Convictorio de San Carlos y figura relevante del primer Congreso de la República.
- Elogio de don José Gálvez (1927), dedicado al líder liberal y héroe del Dos de Mayo, José Gálvez Egúsquiza.
- Historia de América (en dos volúmenes, 1929), obra histórica pero a la vez de alcance literario.
- Don Ricardo Palma (1934).
- Vidaurre (póstuma, 1935), biografía novelada del prócer y jurista Manuel Lorenzo de Vidaurre, que dejó inconclusa.

Fue encargado de recopilar la obra de Bartolomé Herrera, publicando el libro Escritos y Discursos.
Sus ensayos dispersos fueron póstumamente compilados por Emilia Romero en tres volúmenes:
- Historia y biografía (Santiago, 1936).
- Estudios históricos (1939)
- Hombres e ideas en el Perú (1941).